# 152 mm-es 1937 mintájú tarackágyú (ML–20)
A 152 mm-es 1937 mintájú tarackágyú (ML–20) (oroszul 152-мм гаубица-пушка обр. 1937 г. (МЛ-20)) egy szovjet gyártmányú ágyútarack. A löveget a 172-es számú gyár F. F. Petrov által vezetett tervezőirodája fejlesztette ki a 152 mm-es M1910/34 löveg mélyreható továbbfejlesztéseként, amely viszont a Schneider által az első világháború előtt tervezett M1910-es 152 mm-es ostromágyún alapult. Az ágyút 1937-től 1946-ig gyártották. Az ML–20-as a második világháborúban is bevetésre került, elsősorban a szovjet hadsereg hadtest/hadsereg szintű tüzérségi fegyvereként. A zsákmányolt ágyúkat a Wehrmacht és a finn hadsereg is alkalmazta. A második világháború után az ML–20-as számos konfliktusban harcolt a huszadik század közepén és végén.

## Leírás
Az ML–20-ast hivatalosan a tarackágyú kategóriába sorolták, azaz olyan tüzérségi rendszer, amely egyesíti a tarack és (kisebb mértékben) az ágyú jellemzőit, és ezért mindkét szerepkörben használható. Ezt az univerzalitást az emelési szögek széles skálájával és a 13 különböző hajtóanyagtöltettel történő külön töltés alkalmazásával érték el. Az ágyút teleszkópos irányzékkal látták el a közvetlen tüzeléshez és panoráma irányzékkal a közvetett tüzeléshez. A ballisztikai számításokhoz és a meteorológiai korrekciókhoz egy speciális mechanikus eszközt fejlesztettek ki. A meteoballisztikus összegzőnek nevezett eszköz egy speciális logarlécből és egy előre kiszámított táblázatból állt. A második világháború után hasonló eszközöket vezettek be más típusú ágyúkhoz.
A lövegcső vagy monoblokk vagy több részből összeszerelt. Egyes források szerint létezett egy harmadik típus is - laza béléssel. A visszarúgás csillapítására nagyméretű, réselt csőszájféket szereltek fel. A zárszerkezet megszakított csavartípusú, a hüvely kinyitáskor történő kényszerkihúzással. Egy biztonsági zár megakadályozta a zárszerkezet nyitását a lövés előtt; ha szükség volt a lövedék kivételére, a zárat ki kellett kapcsolni. A töltés megkönnyítése érdekében, amikor a cső nagy magassági szögben volt beállítva, a zárszerkezetet lőszertartó mechanizmussal látták el. A fegyver elsütése egy ravaszhúr meghúzásával történt.
A visszarúgórendszer hidraulikus fékből és hidropneumatikus helyretolóból áll. Mindkettő 22 liter folyadékot tartalmazott. A helyretolóban a nyomás elérte a 45 bar-t.
A löveget szétterpeszthető lövegtalpszárakkal, lövegpajzzsal és kiegyensúlyozó mechanizmussal, laprugós felfüggesztéssel és acélkerekekkel, gumiabroncsokkal (néhány korai gyártási darab küllős kerekeket kapott tömör gumikkal az M1910/34-es típustól kölcsönözve). Szállítás közben a cső általában behúzva volt. Az ágyút normál helyzetben lévő csővel is lehetett vontatni, de ebben az esetben a szállítási sebesség korlátozott volt, kb. 4-5 km/h (szemben a 20 km/h-val visszahúzott csővel). Az ágyút 8-10 perc alatt lehetett harckészültségbe állítani. Az 52–L–504A jelzésű alvázat az 1931/37-es 122 mm-es lövegtípusban (A–19) is használták.
Ezt a löveget a második világháborúban alkalmazott két szovjet rohamlövegre/páncélvadászra is felszerelték. Ezek az SZU–152 és az ISZU–152.

## Fordítás
- Ez a szócikk részben vagy egészben  a(z)   152 mm howitzer-gun M1937 (ML-20) című angol Wikipédia-szócikk ezen változatának fordításán alapul.  Az eredeti cikk szerkesztőit annak laptörténete sorolja fel. Ez a jelzés csupán a megfogalmazás eredetét és a szerzői jogokat jelzi, nem szolgál a cikkben szereplő információk forrásmegjelöléseként.